# UFC Fight Night: Condit vs. Alves
UFC Fight Night: Condit vs. Alves (også kendt som UFC Fight Night 67) var et MMA-stævne, produceret af Ultimate Fighting Championship, der blev afholdt den 30. maj 2015 i Goiânia Arena i Goiânia i Brasilien.

## Baggrund
Stævnet var det andet som UFC har afholdt i i Goiânia i Brasilien efter UFC Fight Night: Belfort vs. Henderson den 9. november, 2013.
Stævnets hovedattraktion var weltervægtkampen mellem tidligere WEC og Interim UFC-mester Carlos Condit og veteranudfordreren Thiago Alves.
Danske Nicolas Dalby kæmpede ved dette stævne sin UFC-debutkamp da han besejrede brasilianske Elizeu Zaleski dos Santos i weltervægt på en enstemmig afgørelse med dommerstemmerne (29-28, 28-29, 29-28). Han var sammen med bosniske Mirsad Bektic, nordiske Norman Parke, samt englænderne Tom Breese og Darren Till de eneste europæiske kæmpere på programmet med 12 kampe.
Darren Till besejrede i en weltervægtkamp brasilianske Wendell Oliveira på knock out (albuer) i 2. omgang efter 1 minut og 37 sekunder.

## Bonus awards
De følgende kæmpere blev belønnet med $50,000 bonuser:
- Fight of the Night: Charles Oliveira vs. Nik Lentz
- Performance of the Night: Charles Oliveira and Rony Jason*

## International tv-transmittering
| Land    | Tv-kanal         |
| ------- | ---------------- |
| Denmark | Viaplay Fighting |
| Norway  | Viaplay Fighting |
| Sweden  | Viaplay Fighting |